# St. Georgen am Fillmannsbach
St. Georgen am Fillmannsbach é um município da Áustria localizado no distrito de Braunau, no estado de Alta Áustria.